# Nyíri Pál Sándor
Székelyi Nyiri Pál Sándor (Budapest, 1903. szeptember 7. – Budapest, 1981. szeptember 8.) magyar operaénekes (basszus).

## Élete
Nyiri Vilmos postatiszt és Pachhofer Melánia fiaként született Budapesten. Németországban folytatott énektanulmányokat, majd az 1920-as évek végén a csehszlovákiai Liberec (Reichenberg) operaházának magánénekese volt. 1928 decemberében és 1929 júniusában a budapesti Operaházban vendégszerepelt Mozart Figaro házassága című operájában Figaro, illetve Gounod Faustjában Mefisztó szerepében. Ugyanebben az évben Cornelius A bagdadi borbély című operájának címszerepében szerepelt a prágai Deutsches Theaterben.
1932-től a Berlinben alapított Kardosch-Saenger énekegyüttes basszusszólamát énekelte. 1932 és 1935 között a csoport körülbelül 80 hanglemezt rögzített Berlinben. Az együttes turnézott Dániában és Hollandiában, rádiós fellépéseket tett Koppenhágában, Hilversumban, Frankfurtban és Berlinben, valamint koncerteket egész Németországban, így a berlini Theater am Kurfürstendammban. Az együttes több filmfelvételen is szerepel (pl. a Carl Boese rendezte Roman einer Nacht), de ezek nagy része nem maradt fenn.
1935-ben az együttes feloszlott, mert alapítója, zongoristája és hangszerelője, Kardos István, zsidó származása miatt a nemzetiszocialista Németországban fellépései akadályokba ütköztek.
Ugyanabban az évben Nyíri feleségül vette Anna Jeannette Weiss német táncost, aki Max Reinhardt társulatában dolgozott. 1938-ban Nyiri és felesége  visszatért Budapestre.
A második világháború után Nyíri megpróbált visszatérni a klasszikus énekléshez. 1946-ban például Schumann A költő szerelme című dalciklusát adta elő Budapesten a Magyar Állami Operaház egykori és leendő igazgatója, Lukács Miklós zongorakíséretével. 1947-ben Nyiri kormánytisztviselő (többek között szénellátási kormánybiztos), majd a Magyar Néphadsereg Művészegyüttesének szólistája lett, amellyel 1956-ban Kínában vendégszerepelt.
1956 után kereskedelmi tanácsos volt a jakartai és a karacsi magyar nagykövetségen,  majd a Kulturális Kapcsolatok Intézetének (KKI) osztályvezetője. Itt olyan nyugati művészek látogatásainak megszervezéséért volt felelős, mint John Steinbeck, Edward Albee és Benjamin Britten.
Az 1960-as és 1970-es években Nyiri gyakran szerepelt énekesként (többek között Franz Schubert és Dohnányi Ernő dalaival) a Magyar Rádióban. Ugyanekkor A Szegedi Szabadtéri Játékokon és a szombathelyi Iseumi Játékokon operákban énekelt (például Sarastróként a Varázsfuvolában). 1964-ben koncertet adott Liszt, Debussy, Kodály és Hugo Wolf dalaiból, Varasdy Emmi zongoraművész és Szendrey-Karper László gitárművész kíséretében. 1966-ban háromhetes koncertkörutat tett Mongóliában Ercse Margit operaénekesnővel és Varasdy Emmivel. 1967-ben szólistaként lépett fel a Szovjet-Magyar Baráti Társaság Férfikarával moszkvai és kijevi vendégszerepléseken.
A náci korszakban tönkretett pályájuk jóvátételeként Nyiri és felesége az 1970-es években NSZK-állampolgárságot kaptak, és időközönként Nyugat-Berlinben éltek. Nyíri Händel Messiásának nyugat-berlini előadásán a RIAS Kamarakórussal lépett fel Alexander Neri művésznéven. Az 1970-es években az Edinburgh-i Nemzetközi Fesztivál zsűrijének tagja is volt.
Gyermekei Nyíri Júlia fizikus és Nyíri Kristóf filozófus, unokája Nyíri Pál antropológus.